# ニューエコノミー
ニューエコノミー（New economy）とは、以下の二つの意味がある。
1. ITの活用により、在庫調整が加速することから景気循環が消滅するという説。本項で詳述。
2. IT企業などに代表される新しいビジネスのこと。製造業などを中心にした「オールドエコノミー」の対義語。

## 概要
1990年代後半、IT投資の活性化により企業内での情報網が整備されていった。SCMなどの進展により、調達・生産・在庫・販売のそれぞれの局面における最適化が図られるようになった。この結果、それまでの見込み生産によるタイムラグで発生していた景気循環(在庫循環)が消滅するのではないかと期待された。
これが、ニューエコノミー論である。
直後に起きた、ITバブル崩壊により1990年代に長く続いた設備投資主導の景気拡張が終焉し景気後退が始まったことから、ニューエコノミー論は間違いであったとされ、以後広く伝えられることは無くなった。
しかし、実は1990年代を経て先進諸国ではキチンの波の変調、あるいは縮小が観測されている。企業の在庫調整が加速して俊敏になったためである。ニューエコノミー論のなかで記述されたほどに劇的に景気循環が消滅したわけではないが、在庫に起因する景気循環は短期間化し緩和された。
なお、設備投資に起因する景気循環は、依然健在である。

## ニューエコノミー論への誤解
1990年代末期のアメリカ経済は、史上最長（戦時下を除く）の景気拡張を経験しており、新興国の経済危機などを背景に、超大国アメリカへの信頼感が高まっていた。
このため「アメリカにおいては、もはや景気後退は無くなった」とする意見が生まれ、前述のニューエコノミー論と混同されることが増えた。
貨幣経済である限り景気循環から逃れることはできないため、「景気後退は無くなった」とする見方は誤りであるが、在庫に由来する景気循環が緩和される傾向にあるのは事実である。